# 大井数雄
大井 数雄（おおい かずお、1929年9月24日 - 1986年5月3日）は、日本の翻訳家、人形劇制作者。

## 経歴
長野県小諸町（現・小諸市）出身。1949年東京教育大学在学中に学生人形劇団を組織。劇団人形座を運営したが、1963年に解散。1967年人形劇団カラバスを創設した。
1965年演劇教育賞受賞。ソ連の社会主義リアリズムの人形劇理論を翻訳した。
1959年人形座で上演した「春楡（チキサニ）の上に太陽」（脚本・深沢一夫）は、高畑勲監督のアニメ映画『太陽の王子 ホルスの大冒険』の原作となった。

## 編纂
- 『ちいさい人形劇 おもちゃの人形の劇・手づかい人形劇・幼児がつくる人生劇』（いかだ社） 1973年

## 翻訳
- 『芸術における創造の仕事』（オブラスツォーフ、未来社） 1955年
- 『年少児は描く 2歳から4歳までの描画指導』（カザコーワ、多田信作共訳、芸術教育研究所編、黎明書房） 1974年
- 『人形劇 私の生涯の仕事』（セルゲイ・オブラスツォーフ、晩成書房） 1979年
- 『人形劇の秘密』（アンドレイ・フェドートフ、晩成書房） 1980年
- 『へんなきょうそう』（エフゲーニイ・スペラーンスキイ、野中歌子絵、秋川書房、絵本・世界の人形劇） 1980年
- 『新・人形劇脚本集 王冠をなくした王さまの話』（レノーラ・シュペート編集、晩成書房） 1980年
- 『新・人形劇脚本集 ちいさなあまつぶのはなし ニーナ・ゲルネト作品集』（おおい・ひろこ共訳、晩成書房） 1981年
- 『人形劇とはどういうものか』（オブラスツォーフ他、晩成書房、新人形劇選書） 1981年
- 『人形劇芸術 - 理論の基礎』（ミハイル・コロリョーフ、晩成書房、新人形劇選書） 1983年
- 『続・人形劇 私の生涯の仕事』（S・オブラスツォーフ、晩成書房） 1984年
- 『人形劇の歴史』（エリザヴェータ・コーレンベルグ、晩成書房、新人形劇選書） 1990年
- 『マチウシ一世王』（ヤヌシュ・コルチャック、影書房） 2000年